# ロッキン・ロビン (プロレスラー)
ロッキン・ロビン（Rockin' Robin、本名：Robin Denise Smith、1964年10月9日 - ）は、アメリカ合衆国の女子プロレスラー。ジャパン女子プロレスに来日した際には「ロックン・ロビン」と表記された。
父親の "グリズリー" ジェイク・スミス、異母兄のジェイク "ザ・スネーク" ロバーツ、実兄の "カウボーイ" サム・ヒューストンもプロレスラーとして活躍した。

## 来歴
1987年、テキサスのインディー団体ワイルド・ウエスト・レスリングでデビュー。その年末にはWWF（現・WWE）デビュー。サバイバー・シリーズにファビュラス・ムーラチームの一員として出場。
1988年10月7日、パリでセンセーショナル・シェリーを降しWWF女子王座の奪取に成功。1990年にWWF離脱するまで保持した。
WWF離脱後、ジャパン女子プロレスに初来日。ルナ・バションやシェリル・ルーサーらとタッグを組んだ。
アメリカでは女子団体のLMLWでペギー・リー・レザーを降しLMLW王座奪取。LMLW王座はジャパン女子でもバション相手に防衛戦を行った。
LPWAにも参戦し、ウェンディ・リヒターとタッグを組んだ。

## 得意技
- ブルドッグ
- クロスボディ

## タイトル
- GLWA女子王座
- LMLWインターナショナル王座
- UWF女子世界王座
- WWF女子王座